# Antoine-François Marmontel
Pour les articles homonymes, voir Marmontel.
Ne doit pas être confondu avec Antonin Marmontel.
Œuvres principales
- Symphonistes et virtuoses (1880)
- Les Pianistes célèbres (1878)
- Virtuoses contemporains (1882)
- Éléments d'esthétique musicale et considérations sur le beau dans les arts (1884)
- Histoire du piano et de ses origines (1885).

Antoine François Marmontel, né à Clermont-Ferrand le 16 juillet 1816 et mort à Paris (9e) le 17 janvier 1898  est un pianiste, pédagogue et musicographe français.

## Biographie
Antoine François Marmontel est le fils de Jean Rodrigue Marmontel (défenseur au tribunal de commerce, né le 17 juin 1787 à Salvador (Brésil), décédé à Lussat le 19 juin 1847, devenu prêtre une fois veuf) et de Gilberte Mioche (1787-1818). En 1827, il entre au Conservatoire de Paris pour devenir l'élève de Pierre Zimmermann (piano), Victor Dourlen (harmonie), Jacques Fromental Halévy (fugue) et Jean-François Lesueur (composition). Il obtient deux premiers prix (solfège et piano). En 1837, il devient assistant de solfège au Conservatoire. En 1848, il y succède à Zimmerman comme professeur de piano, poste qu'il conserve jusqu'à sa mort. Il acquiert rapidement une grande renommée de pédagogue efficace et imaginatif. Parmi ses nombreux élèves au conservatoire, on peut compter (à peu près chronologiquement) Georges Bizet, Józef Wieniawski, Francis Planté, Alexis-Henri Fissot, Théodore Dubois, Émile Paladilhe, Louis Diémer, Vincent d'Indy, Ernest Guiraud, Théodore Lack, Antoine Simon, brièvement Isaac Albéniz (tous avant 1870), puis plus tard Paul Wachs, Claude Debussy, Camille Bellaigue, Henri Libert, Maria Lluïsa Ponsa, Léon Delafosse et Arthur Letondal.
Son parcours est jalonné d'un grand nombre d'ouvrages didactiques (près de 200 numéros d’opus) ainsi que de nombreuses pièces caractéristiques (nocturnes, romances, etc.). Il a notamment publié L'Art de déchiffrer (cent études faciles), École élémentaire de mécanisme et de style (24 études, 1847), Étude de mécanisme, Cinq études de salon, L'Art de déchiffrer à quatre mains (1847), Enseignement progressif et rationnel du piano (1887).
Ses travaux musicographiques comptent parmi les meilleures sources de l’histoire du piano et des pianistes, particulièrement pour le XIXe siècle, avec entre autres Symphonistes et virtuoses (1880), Les Pianistes célèbres (1878), Virtuoses contemporains (1882), Éléments d'esthétique musicale et considérations sur le beau dans les arts (1884), et Histoire du piano et de ses origines (1885).

Durant toute sa vie, Marmontel a vu défiler chez lui les pianistes de l’Europe entière à l'occasion de séances hebdomadaires où le genre du trio avec piano était particulièrement à l'honneur.
Antoine Marmontel était un lointain cousin de l'écrivain Jean-François Marmontel et le père du compositeur Antonin Marmontel. Il fut un proche ami de George Onslow, originaire, comme lui, de Clermont-Ferrand, et à qui il consacra un chapitre dans son ouvrage Symphonistes et virtuoses.

## Ouvrages
Ouvrages musicographiques
- Art classique et moderne du Piano : Conseils d'un professeur sur l'enseignement technique et l'esthétique du piano, suivis du Vade-Mecum du Professeur de Piano (1876)
- Silhouettes et Médaillons : Les Pianistes célèbres (1878)[6]
- Silhouettes et Médaillons : Symphonistes et virtuoses (1880)
- Silhouettes et Médaillons : Virtuoses contemporains (1882)
- Éléments d'esthétique musicale et Considération sur le Beau dans les arts (1884)
- Histoire du piano et de ses origines. Influence de la facture sur le style des compositeurs et des virtuoses (1885)

Ouvrages didactiques
- Grammaire populaire de musique ou théorie raisonnée des principes (1840)
- École élémentaire de mécanisme et de style : 24 petites études caractéristiques pour piano expressement composés et soigneusement doigtées pour les petites mains (1847)
- 24 Études d'agilité et d'expression, op. 45 (1857)
- École élémentaire et progressive de musique concertante : L'Art de déchiffrer à 2 mains, op. 60, en deux livres (1862)
- École élémentaire et progressive de musique concertante : L'Art de déchiffrer à 4 mains, op. 111, en deux livres (1872)
- École élémentaire et progressive des jeunes pianistes : Le Mécanisme du piano (1875)
- Enseignement progressif et rationnel du piano : École de mécanisme et d'accentuation, op. 157 (1887)
- La Première années de musique : Solfège et Chants (1886)
- La Première années de musique : Solfège et Chants (1890)

## Hommages
- La Cité de la musique - Philharmonie de Paris conserve le buste d'Antoine-François Marmontel exécuté en 1885 par Louis-Ernest Barrias[7].